# 4-二甲氨基-N,N-二甲基苯甲酰胺
4-二甲氨基-N,N-二甲基苯甲酰胺是一种有机化合物，化学式为C11H16N2O。它可由4-二甲氨基苯甲酸和二甲基甲酰胺在三氯氧磷存在下加热反应制得。

## 反应
它和硫代磷酰氯反应，可以得到4-二甲氨基-N,N-二甲基硫代苯甲酰胺。它和二异丁基氢化铝、碘/氨水依次反应，可以得到4-二甲氨基苯甲腈。